# Université des Montagnes
L’université des Montagnes (UdM) est une université située à Bangangté au Cameroun.

## Histoire

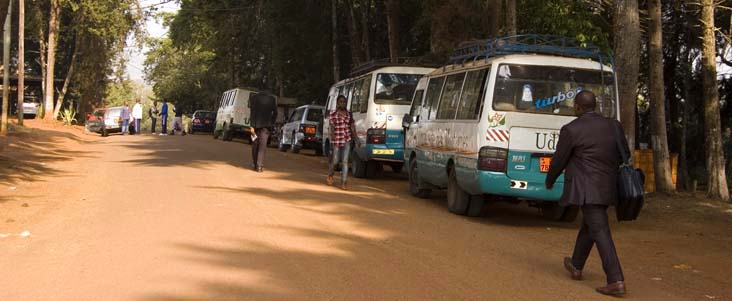
Entrée du campus de Mfetom

L'UdM est une initiative de l'Association pour l'Éducation et le Développement (AED), association citoyenne à but non lucratif. Institution apolitique, non confessionnelle, gérée selon les règles d’organismes privés sans but lucratif, l’université des Montagnes est située à Bangangté, dans l’ouest Cameroun, soit à 50 km de Bafoussam, 100 km de Dschang, 120 km de Bamenda, 240 km de Yaoundé et 260 km de Douala. 
Elle a ouvert ses portes en 2000, avec pour objectifs:
- le développement quantitatif et surtout qualitatif de l’enseignement,
- la lutte contre le chômage par la professionnalisation de l’enseignement supérieur,
- l’enracinement culturel de la formation.

L'université des Montagnes  est composée de trois établissements d'enseignement :

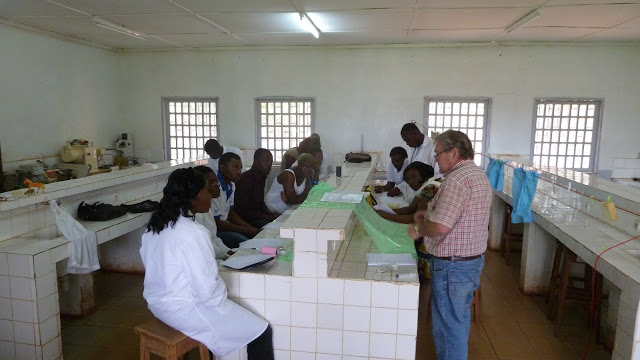
Travaux pratiques de médecine

- Faculté des sciences de la santé (Institut Supérieur de Sciences de la Santé, ISSS)
- Faculté des sciences et technologies (Institut Supérieur des Sciences et Technologies, ISST)
- Institut d'études africaines

## La Faculté des Sciences de la Santé (Institut Supérieur des Sciences de la Santé, ISSS)
avec les filières :
Médecine humaine
- Diplôme de doctorat en Médecine

Agronomie et médecine vétérinaire (AGRO-VET)
- Diplôme de doctorat en Médecine vétérinaire
- Diplôme d'Ingénieur en Agronomie
- Diplôme d'Ingénieur en Agroforesterie
- Diplôme d'Ingénieur en Environnement et Changement climatique

Chirurgie dentaire
- Diplôme de doctorat en Chirurgie dentaire

Sciences pharmaceutiques
- Diplôme de doctorat en Pharmacie

Sciences médico-sanitaires
- Diplôme de Licence en Soins infirmiers
- Diplôme de Licence en Kinésithérapie
- Diplôme de Licence en Imagerie médicale
- Diplôme de Licence en Biologie médicale

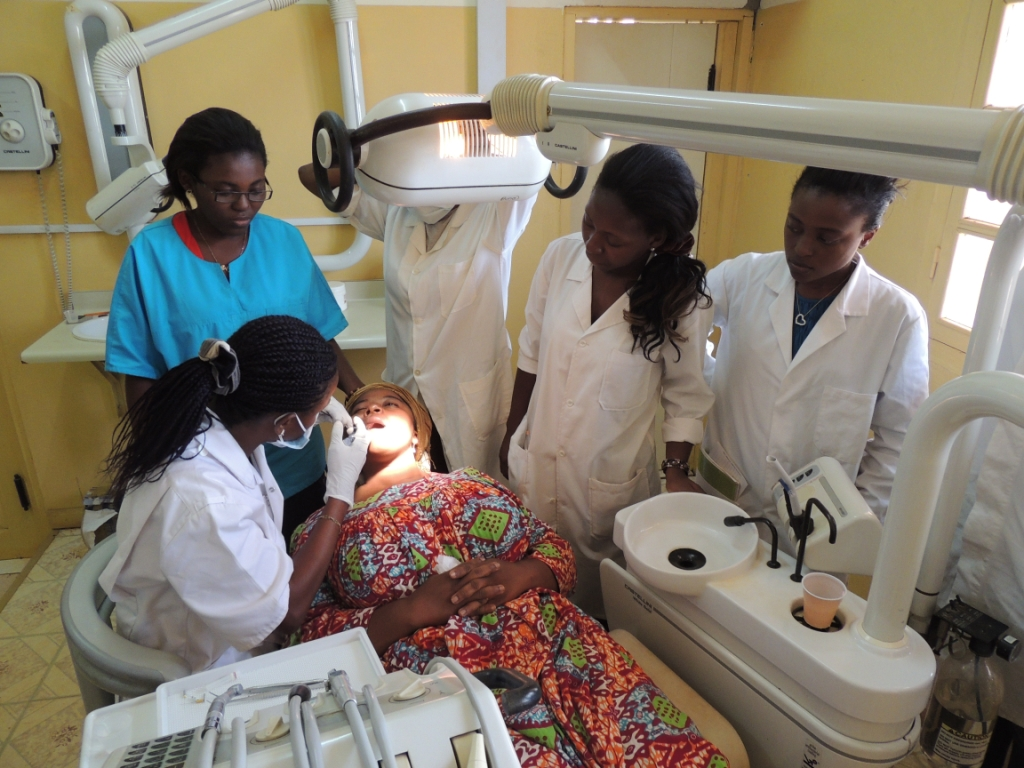
TP chirurgie dentaire
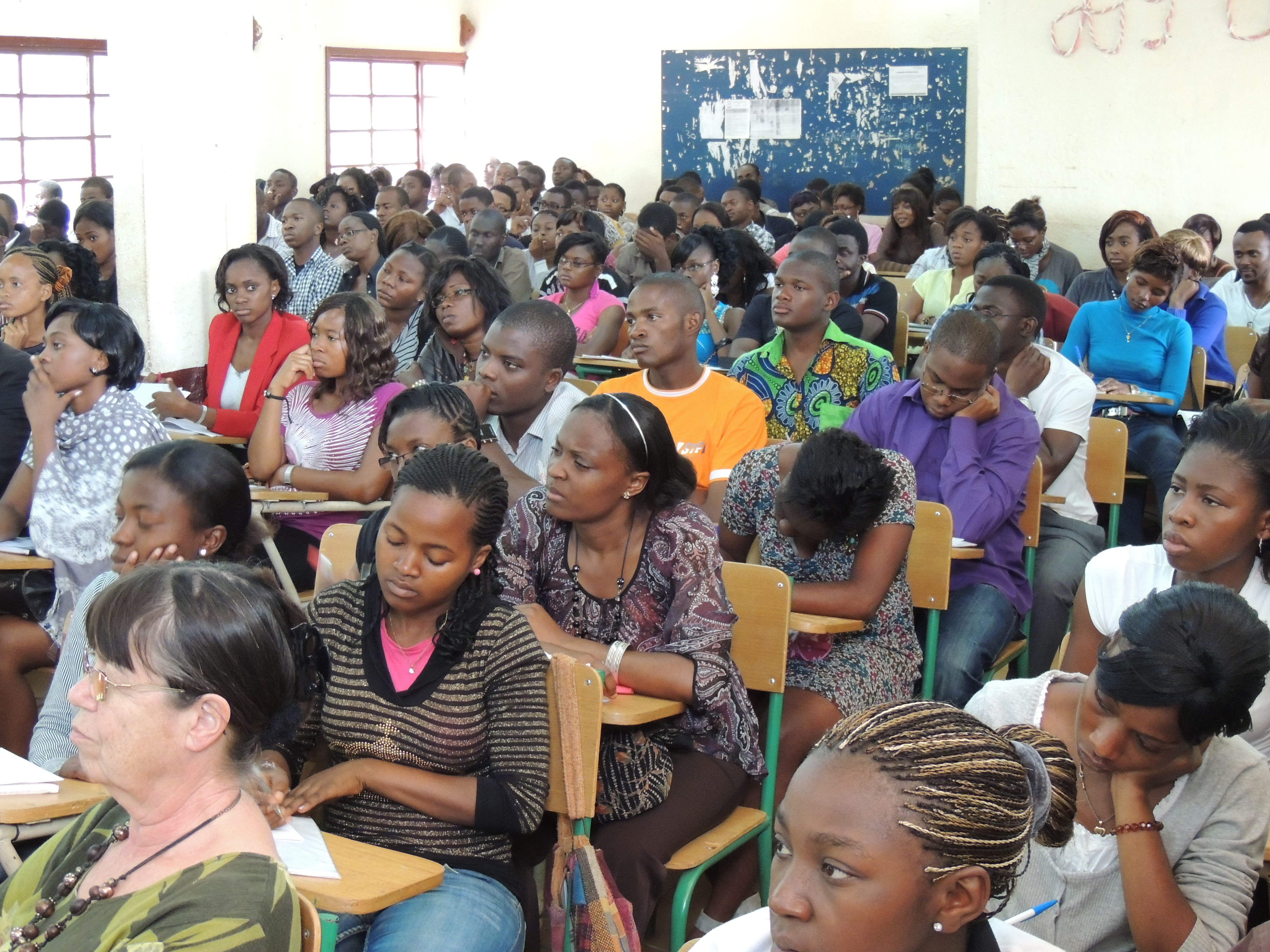
Attitude pendant le cours
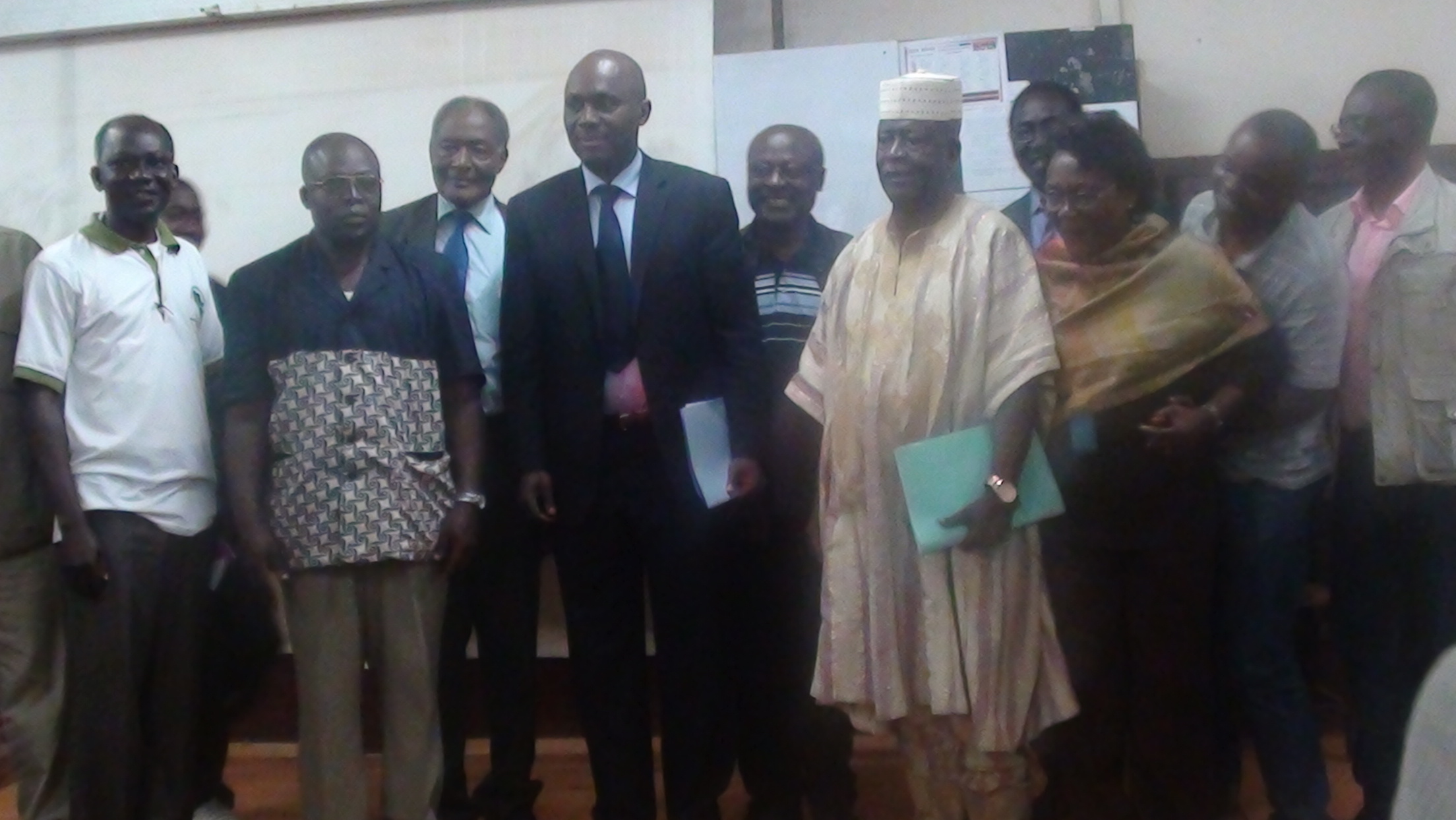
Photo de famille après une conférence

## La Faculté des Sciences et Technologies (Institut Supérieur des Sciences et Technologies, ISST)

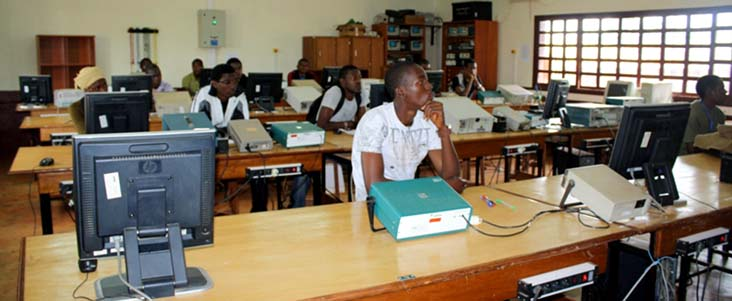
Travaux pratiques en ISST

Parcours Licence en sciences et technologies
- Licence en Informatique et réseaux
- Licence en réseaux et Télécommunications
- Licence en Instrumentation et Maintenance Bio-médicale

Parcours Master en sciences
- Option Génie Informatique et Système (GIS)
- Option Génie Biomédical (GBM)

## Les cliniques universitaires des Montagnes

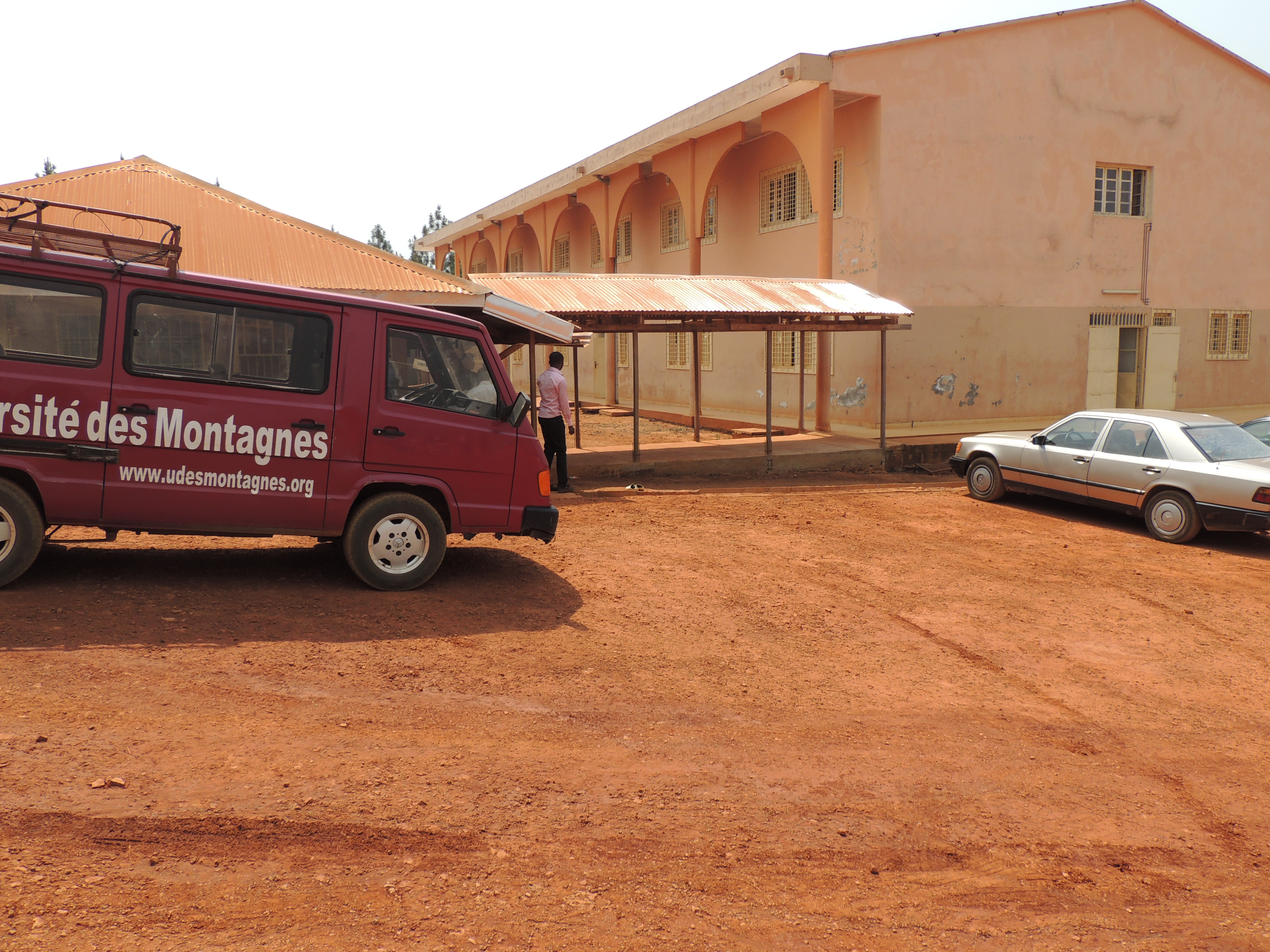
Une vue des cliniques universitaires des Montagnes

Hôpital de la Faculté des Sciences de la Santé, FSS
Depuis 2008, l'UdM dispose également d'un hôpital d'application pour sa filière de médecine : « les cliniques universitaires des Montagnes ». Cet hôpital a une capacité d'accueil d'une cinquantaine de lits avec une dizaine de médecins spécialistes et quelques médecins généralistes. Ce centre de santé comporte une banque de sang, un service d'imagerie médicale, un laboratoire d'analyses médicales et une buanderie.

## Recherche scientifique
L’UdM entend conduire des recherches fondamentales et appliquées essentiellement orientées vers la maîtrise des problèmes économiques, technologiques et écologiques du continent africain[réf. souhaitée].  

## Relations internationales
L’AED/UdM travaille en partenariat avec plusieurs universités camerounaises, africaines et européennes ainsi qu’avec de nombreuses associations de la société civile d’Europe et d’Amérique du Nord[réf. souhaitée].